# Tempio funerario di Seti I
Il tempio funerario di Seti I è un tempio funerario costruito per il faraone Seti I. Si trova nella necropoli di Tebe in Alto Egitto, lungo il fiume Nilo di fronte all'odierna città di Luxor, nei pressi di Gurna.

## Costruzione

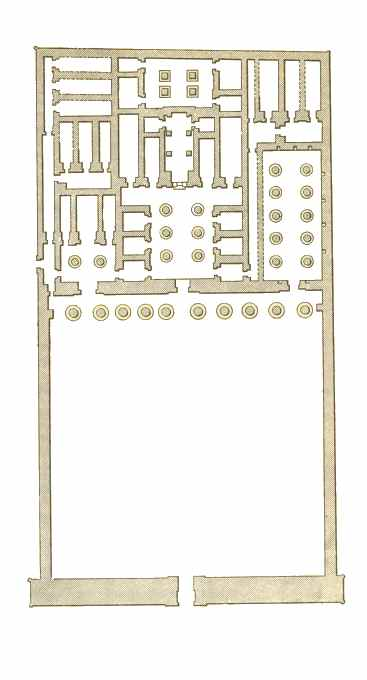
Mappa del tempio

Il tempio sembra essere stato costruito verso la fine del regno di Seti, e potrebbe essere stato completato dal figlio Ramses il Grande dopo la sua morte. Una delle camere conteneva un santuario dedicato al padre di Seti, Ramses I, che regnò per meno di due anni e non ebbe il tempo di costruirsi un proprio tempio funerario.

## Condizioni attuali
L'intera corte ed i piloni del tempio sono stati distrutti, ed oggi sono sepolti nella parte orientale dell'attuale città.